# Scienza della nutrizione
La scienza della nutrizione o trofologia è una scienza naturale, idealmente collocata tra medicina e biochimica. Cerca, con metodi scientifici, di capire i processi della nutrizione, da quelli digestivi a quelli metabolici, prevalentemente dell'essere umano.

## Introduzione
La scienza dell’alimentazione ha per oggetto lo studio degli aspetti medici e biologici della nutrizione. Lo scopo di questa disciplina è quello di migliorare la qualità di vita delle persone e prevenire malattie che possono derivare dalla scorretta assunzione di alimenti (obesità, sovrappeso, sottopeso, ecc.).
La nutrizione viene descritta, sin dai tempi antichi, come un concetto molto semplice: proprio come l’assunzione di medicinali, l’ingerimento di cibo comporta diverse reazioni da parte dell’organismo: può causare malattie o, viceversa, risolvere problemi di salute, a seconda del tipo di regime alimentare.

## Figure professionali
Il nutrizionista è, di base, un biologo regolarmente iscritto all’albo e specializzato in Scienze dell’Alimentazione, che può stilare diete e piani alimentari ma non può effettuare diagnosi e prescrivere farmaci. Può lavorare come libero professionista o come dipendente di enti pubblici. Il suo compito principale è quello di educare a un'alimentazione sana i propri pazienti: grazie alle sue competenze può anche stilare diete e programmi collettivi per asili, scuole, ristoranti, mense e realtà di vario tipo.
Esperto di educazione e informazione alimentare, il nutrizionista è in grado di analizzare i bisogni energetici degli individui per calcolare una dieta corretta in base alle attività svolte.